# Josef Weinberger Musikverlagszentrum Wien
Das Weinberger Musikverlagszentrum ist ein international tätiger Musikverlag in Wien, in dem eine Reihe anderer Verlage aufgegangen sind.
1885 gründete Josef Weinberger (1855–1928) in Wien seinen Musikverlag, der sich innerhalb weniger Jahre zu einem der führenden Unternehmen der Branche entwickelte. Josef Weinberger wirkte 1897 auch entscheidend an der Gründung der österreichischen Verwertungsgesellschaft AKM mit.
Befreundet u. a. mit Emmerich Kálmán, profilierte Josef Weinberger sich früh als Verleger von Operetten-Komponisten, und der Verlag nahm dann später auch Franz Lehár in sein Programm auf, da er den Glockenverlag übernahm.
Eine Zusammenarbeit erfolgt außerdem mit den gleichnamigen Verlagen in London und Frankfurt a. M. Folgende Verlage sind im Weinberger-Konsortium vertreten:
- Glockenverlag (seit 1968)
- Arends Music
- AutoBahn
- Papageno – auch Verlag der Kompositionen von Friedrich Gulda und von Unterrichtsliteratur (seit 1963)
- Wien Melodie (seit 1965 bzw. 1968)
- Wiener Musikproduktion (1971)
- Euro-Music (1979)
- Fortissimo
- Wiener Arion – Zithermusik. Wiener Lieder, Volksmusik und Schulwerke (1980)

Weinberger ist heute primär im Bereich von Operette und Musical aktiv, bietet aber auch Material zu Konzertmusik an.